# Tour de Taïwan 2016
La 14e édition du Tour de Taïwan a eu lieu du 6 au 10 mars 2016. La course fait partie du calendrier UCI Asia Tour 2016 en catégorie 2.1.
L'épreuve a été remportée par l'Australien Robbie Hucker (Avanti IsoWhey Sports), vainqueur de la cinquième étape, qui s'impose respectivement 18 secondes devant l'Espagnol Francisco Mancebo (Skydive Dubai-Al Ahli Club) et 37 devant son coéquipier et compatriote Ben O'Connor.
L'Italien Marco Canola (UnitedHealthcare) gagne le classement par points tandis que le Néerlandais Peter Schulting (Parkhotel Valkenburg), lauréatt de la troisième étape, s'adjuge celui de la montagne. Ben O'Connor finit meilleure jeune, l'Iranien Amir Kolahdozhagh (Pishgaman Giant) meilleur coureur Asiatique et la formation australienne Avanti IsoWhey Sports meilleure équipe.

## Présentation

### Équipes
Classé en catégorie 2.1 de l'UCI Asia Tour, le Tour de Taïwan est par conséquent ouvert aux WorldTeams dans la limite de 50 % des équipes participantes, aux équipes continentales professionnelles, aux équipes continentales et aux équipes nationales.
Vingt équipes participent à ce Tour de Taïwan - trois équipes continentales professionnelles, quinze équipes continentales et deux équipes nationales :
| Équipes continentales professionnelles | Équipes continentales professionnelles | Équipes continentales professionnelles |
| Nom de l'équipe                        | Pays                                   | Code                                   |
| -------------------------------------- | -------------------------------------- | -------------------------------------- |
| Drapac                                 | Australie                              | DPC                                    |
| Nippo-Vini Fantini                     | Italie                                 | NIP                                    |
| UnitedHealthcare                       | États-Unis                             | UHC                                    |

| Équipes continentales      | Équipes continentales | Équipes continentales |
| Nom de l'équipe            | Pays                  | Code                  |
| -------------------------- | --------------------- | --------------------- |
| Avanti IsoWhey Sports      | Australie             | AIW                   |
| Cibel-Cebon                | Belgique              | CIB                   |
| Giant-Champion System      | Chine                 | MSS                   |
| Hrinkow Advarics Cycleang  | Autriche              | HAC                   |
| Illuminate                 | États-Unis            | ILU                   |
| JLT Condor                 | Royaume-Uni           | JLT                   |
| Parkhotel Valkenburg       | Pays-Bas              | PVC                   |
| Pishgaman Giant            | Iran                  | PKY                   |
| RTS-Santic Racing          | Taipei chinois        | RTS                   |
| Skydive Dubai-Al Ahli Club | Émirats arabes unis   | SKD                   |
| Tabriz Shahrdari           | Iran                  | TST                   |
| Tre Berg-Bianchi           | Suède                 | TTB                   |
| Ukyo                       | Japon                 | UKO                   |
| Utsunomiya Blitzen         | Japon                 | BLZ                   |
| Vino 4-ever SKO            | Kazakhstan            | V4E                   |

| Équipes nationales                 | Équipes nationales | Équipes nationales |
| Nom de l'équipe                    | Pays               | Code               |
| ---------------------------------- | ------------------ | ------------------ |
| Équipe nationale de Hong Kong      | Hong Kong          | HKG                |
| Équipe nationale de Taipei chinois | Taipei chinois     | TPE                |

## Étapes
| Étape     | Date    | Villes étapes                                       | type                      | Distance (km) | Vainqueur d'étape | Leader du classement général |
| --------- | ------- | --------------------------------------------------- | ------------------------- | ------------- | ----------------- | ---------------------------- |
| 1re étape | 6 mars  | Hôtel de ville de Taipei – Hôtel de ville de Taipei | étape de plaine           | 83,2          | William Clarke    | Carlos Alzate                |
| 2e étape  | 7 mars  | Nouveau Taipei – Baisha Bay                         | étape vallonnée           | 116,4         | Stepan Astafyev   | Stepan Astafyev              |
| 3e étape  | 8 mars  | district de Taoyuan – district de Taoyuan           | étape vallonnée           | 118,9         | Peter Schulting   | Ben O'Connor                 |
| 4e étape  | 9 mars  | Nantou – Pingtung                                   | étape de moyenne montagne | 167,1         | William Clarke    | Ben O'Connor                 |
| 5e étape  | 10 mars | Tainan – Pingtung                                   | étape de moyenne montagne | 146,3         | Robbie Hucker     | Robbie Hucker                |

## Déroulement de la course

### 1reétape
| Classement de l'étape | Classement de l'étape | Classement de l'étape | Classement de l'étape     | Classement de l'étape |
|                       | Coureur               | Pays                  | Équipe                    | Temps                 |
| --------------------- | --------------------- | --------------------- | ------------------------- | --------------------- |
| 1er                   | William Clarke        | Australie             | Drapac                    | en 1 h 40 min 34 s    |
| 2e                    | Carlos Alzate         | Colombie              | UnitedHealthcare          | + 0 s                 |
| 3e                    | Alexander Ray         | Nouvelle-Zélande      | Illuminate                | + 0 s                 |
| 4e                    | Alexander Wetterhall  | Suède                 | Tre Berg-Bianchi          | + 3 s                 |
| 5e                    | Yūma Koishi           | Japon                 | Nippo-Vini Fantini        | + 3 s                 |
| 6e                    | Kevin De Jonghe       | Belgique              | Cibel-Cebon               | + 3 s                 |
| 7e                    | Conor Dunne           | Irlande               | JLT Condor                | + 3 s                 |
| 8e                    | Dominik Hrinkow       | Autriche              | Hrinkow Advarics Cycleang | + 3 s                 |
| 9e                    | Ben O'Connor          | Australie             | Avanti IsoWhey Sports     | + 3 s                 |
| 10e                   | Flavio de Luna        | Mexique               | Illuminate                | + 3 s                 |
| modifier              |                       |                       |                           |                       |

| Classement général | Classement général   | Classement général | Classement général        | Classement général |
|                    | Coureur              | Pays               | Équipe                    | Temps              |
| ------------------ | -------------------- | ------------------ | ------------------------- | ------------------ |
| 1er                | Carlos Alzate        | Colombie           | UnitedHealthcare          | en 1 h 40 min 22 s |
| 2e                 | William Clarke       | Australie          | Drapac                    | + 2 s              |
| 3e                 | Alexander Ray        | Nouvelle-Zélande   | Illuminate                | + 8 s              |
| 4e                 | Alexander Wetterhall | Suède              | Tre Berg-Bianchi          | + 11 s             |
| 5e                 | Ben O'Connor         | Australie          | Avanti IsoWhey Sports     | + 13 s             |
| 6e                 | Yūma Koishi          | Japon              | Nippo-Vini Fantini        | + 15 s             |
| 7e                 | Kevin De Jonghe      | Belgique           | Cibel-Cebon               | + 15 s             |
| 8e                 | Conor Dunne          | Irlande            | JLT Condor                | + 15 s             |
| 9e                 | Dominik Hrinkow      | Autriche           | Hrinkow Advarics Cycleang | + 15 s             |
| 10e                | Flavio de Luna       | Mexique            | Illuminate                | + 15 s             |
| modifier           |                      |                    |                           |                    |

### 2eétape
| Classement de l'étape | Classement de l'étape | Classement de l'étape | Classement de l'étape | Classement de l'étape |
|                       | Coureur               | Pays                  | Équipe                | Temps                 |
| --------------------- | --------------------- | --------------------- | --------------------- | --------------------- |
| 1er                   | Stepan Astafyev       | Kazakhstan            | Vino 4-ever SKO       | en 2 h 47 min 59 s    |
| 2e                    | Marco Canola          | Italie                | UnitedHealthcare      | + 2 min 26 s          |
| 3e                    | Jason Lowndes         | Australie             | Drapac                | + 2 min 26 s          |
| 4e                    | Benjamín Prades       | Espagne               | Ukyo                  | + 2 min 26 s          |
| 5e                    | Marcus Fåglum         | Suède                 | Tre Berg-Bianchi      | + 2 min 26 s          |
| 6e                    | Benjamin Verraes      | Belgique              | Cibel-Cebon           | + 2 min 26 s          |
| 7e                    | Anthony Giacoppo      | Australie             | Avanti IsoWhey Sports | + 2 min 26 s          |
| 8e                    | Russell Downing       | Royaume-Uni           | JLT Condor            | + 2 min 26 s          |
| 9e                    | Edwin Ávila           | Colombie              | Illuminate            | + 2 min 26 s          |
| 10e                   | Yevgeniy Gidich       | Kazakhstan            | Vino 4-ever SKO       | + 2 min 26 s          |
| modifier              |                       |                       |                       |                       |

| Classement général | Classement général   | Classement général | Classement général        | Classement général |
|                    | Coureur              | Pays               | Équipe                    | Temps              |
| ------------------ | -------------------- | ------------------ | ------------------------- | ------------------ |
| 1er                | Stepan Astafyev      | Kazakhstan         | Vino 4-ever SKO           | en 4 h 29 min 15 s |
| 2e                 | Carlos Alzate        | Colombie           | UnitedHealthcare          | + 1 min 32 s       |
| 3e                 | William Clarke       | Australie          | Drapac                    | + 1 min 34 s       |
| 4e                 | Alexander Ray        | Nouvelle-Zélande   | Illuminate                | + 1 min 40 s       |
| 5e                 | Alexander Wetterhall | Suède              | Tre Berg-Bianchi          | + 1 min 43 s       |
| 6e                 | Ben O'Connor         | Australie          | Avanti IsoWhey Sports     | + 1 min 45 s       |
| 7e                 | Dominik Hrinkow      | Autriche           | Hrinkow Advarics Cycleang | + 1 min 47 s       |
| 8e                 | Flavio de Luna       | Mexique            | Illuminate                | + 1 min 47 s       |
| 9e                 | Conor Dunne          | Irlande            | JLT Condor                | + 1 min 47 s       |
| 10e                | Kevin De Jonghe      | Belgique           | Cibel-Cebon               | + 1 min 47 s       |
| modifier           |                      |                    |                           |                    |

### 3eétape
| Classement de l'étape | Classement de l'étape | Classement de l'étape | Classement de l'étape      | Classement de l'étape |
|                       | Coureur               | Pays                  | Équipe                     | Temps                 |
| --------------------- | --------------------- | --------------------- | -------------------------- | --------------------- |
| 1er                   | Peter Schulting       | Pays-Bas              | Parkhotel Valkenburg       | en 2 h 44 min 43 s    |
| 2e                    | Anthony Giacoppo      | Australie             | Avanti IsoWhey Sports      | + 25 s                |
| 3e                    | Neil Van der Ploeg    | Australie             | Avanti IsoWhey Sports      | + 33 s                |
| 4e                    | Marco Canola          | Italie                | UnitedHealthcare           | + 33 s                |
| 5e                    | Edwin Ávila           | Colombie              | Illuminate                 | + 33 s                |
| 6e                    | Marco Zanotti         | Italie                | Parkhotel Valkenburg       | + 33 s                |
| 7e                    | Kevin De Jonghe       | Belgique              | Cibel-Cebon                | + 33 s                |
| 8e                    | Salvador Guardiola    | Espagne               | Ukyo                       | + 33 s                |
| 9e                    | Francisco Mancebo     | Espagne               | Skydive Dubai-Al Ahli Club | + 33 s                |
| 10e                   | Zhandos Bizhigitov    | Kazakhstan            | Vino 4-ever SKO            | + 33 s                |
| modifier              |                       |                       |                            |                       |

| Classement général | Classement général | Classement général | Classement général    | Classement général |
|                    | Coureur            | Pays               | Équipe                | Temps              |
| ------------------ | ------------------ | ------------------ | --------------------- | ------------------ |
| 1er                | Ben O'Connor       | Australie          | Avanti IsoWhey Sports | en 7 h 16 min 16 s |
| 2e                 | Kevin De Jonghe    | Belgique           | Cibel-Cebon           | + 2 s              |
| 3e                 | Flavio de Luna     | Mexique            | Illuminate            | + 2 s              |
| 4e                 | Yūma Koishi        | Japon              | Nippo-Vini Fantini    | + 2 s              |
| 5e                 | Conor Dunne        | Irlande            | JLT Condor            | + 2 s              |
| 6e                 | Peter Schulting    | Pays-Bas           | Parkhotel Valkenburg  | + 14 s             |
| 7e                 | Alexander Ray      | Nouvelle-Zélande   | Illuminate            | + 35 s             |
| 8e                 | Anthony Giacoppo   | Australie          | Avanti IsoWhey Sports | + 43 s             |
| 9e                 | Marco Canola       | Italie             | UnitedHealthcare      | + 46 s             |
| 10e                | William Clarke     | Australie          | Drapac                | + 46 s             |
| modifier           |                    |                    |                       |                    |

### 4eétape
| Classement de l'étape | Classement de l'étape | Classement de l'étape | Classement de l'étape | Classement de l'étape |
|                       | Coureur               | Pays                  | Équipe                | Temps                 |
| --------------------- | --------------------- | --------------------- | --------------------- | --------------------- |
| 1er                   | William Clarke        | Australie             | Drapac                | en 4 h 6 min 6 s      |
| 2e                    | Edwin Ávila           | Colombie              | Illuminate            | m.t                   |
| 3e                    | Marco Zanotti         | Italie                | Parkhotel Valkenburg  | m.t                   |
| 4e                    | Anthony Giacoppo      | Australie             | Avanti IsoWhey Sports | m.t                   |
| 5e                    | Benjamín Prades       | Espagne               | Ukyo                  | m.t                   |
| 6e                    | Marco Canola          | Italie                | UnitedHealthcare      | m.t                   |
| 7e                    | Alexander Ray         | Nouvelle-Zélande      | Illuminate            | m.t                   |
| 8e                    | Peter Schulting       | Pays-Bas              | Parkhotel Valkenburg  | m.t                   |
| 9e                    | Marcus Fåglum         | Suède                 | Tre Berg-Bianchi      | m.t                   |
| 10e                   | Russell Downing       | Royaume-Uni           | JLT Condor            | m.t                   |
| modifier              |                       |                       |                       |                       |

| Classement général | Classement général | Classement général | Classement général    | Classement général  |
|                    | Coureur            | Pays               | Équipe                | Temps               |
| ------------------ | ------------------ | ------------------ | --------------------- | ------------------- |
| 1er                | Ben O'Connor       | Australie          | Avanti IsoWhey Sports | en 11 h 22 min 22 s |
| 2e                 | Kevin De Jonghe    | Belgique           | Cibel-Cebon           | + 2 s               |
| 3e                 | Flavio de Luna     | Mexique            | Illuminate            | + 2 s               |
| 4e                 | Conor Dunne        | Irlande            | JLT Condor            | + 2 s               |
| 5e                 | Yūma Koishi        | Japon              | Nippo-Vini Fantini    | + 2 s               |
| 6e                 | Peter Schulting    | Pays-Bas           | Parkhotel Valkenburg  | + 14 s              |
| 7e                 | Alexander Ray      | Nouvelle-Zélande   | Illuminate            | + 35 s              |
| 8e                 | William Clarke     | Australie          | Drapac                | + 36 s              |
| 9e                 | Anthony Giacoppo   | Australie          | Avanti IsoWhey Sports | + 43 s              |
| 10e                | Marco Canola       | Italie             | UnitedHealthcare      | + 44 s              |
| modifier           |                    |                    |                       |                     |

### 5eétape
| Classement de l'étape | Classement de l'étape | Classement de l'étape | Classement de l'étape      | Classement de l'étape |
|                       | Coureur               | Pays                  | Équipe                     | Temps                 |
| --------------------- | --------------------- | --------------------- | -------------------------- | --------------------- |
| 1er                   | Robbie Hucker         | Australie             | Avanti IsoWhey Sports      | en 3 h 52 min 54 s    |
| 2e                    | Francisco Mancebo     | Espagne               | Skydive Dubai-Al Ahli Club | + 14 s                |
| 3e                    | Amir Kolahdozhagh     | Iran                  | Pishgaman Giant            | + 1 min 5 s           |
| 4e                    | Chris Hamilton        | Australie             | Avanti IsoWhey Sports      | + 1 min 8 s           |
| 5e                    | Samad Poor Seiedi     | Iran                  | Tabriz Shahrdari           | + 1 min 10 s          |
| 6e                    | Benjamín Prades       | Espagne               | Ukyo                       | + 1 min 10 s          |
| 7e                    | Nathan Earle          | Australie             | Drapac                     | + 1 min 15 s          |
| 8e                    | Arvin Moazemi         | Iran                  | Pishgaman Giant            | + 1 min 20 s          |
| 9e                    | Sebastian Baldauf     | Allemagne             | Hrinkow Advarics Cycleang  | + 1 min 22 s          |
| 10e                   | Ben O'Connor          | Australie             | Avanti IsoWhey Sports      | + 1 min 23 s          |
| modifier              |                       |                       |                            |                       |

## Classements finals

### Classement général final
| Classement général final | Classement général final | Classement général final | Classement général final   | Classement général final |
|                          | Coureur                  | Pays                     | Équipe                     | Temps                    |
| ------------------------ | ------------------------ | ------------------------ | -------------------------- | ------------------------ |
| 1er                      | Robbie Hucker            | Australie                | Avanti IsoWhey Sports      | en 15 h 16 min 2 s       |
| 2e                       | Francisco Mancebo        | Espagne                  | Skydive Dubai-Al Ahli Club | + 18 s                   |
| 3e                       | Ben O'Connor             | Australie                | Avanti IsoWhey Sports      | + 37 s                   |
| 4e                       | Peter Schulting          | Pays-Bas                 | Parkhotel Valkenburg       | + 1 min 0 s              |
| 5e                       | Amir Kolahdozhagh        | Iran                     | Pishgaman Giant            | + 1 min 12 s             |
| 6e                       | Alexander Ray            | Nouvelle-Zélande         | Illuminate                 | + 1 min 16 s             |
| 7e                       | Chris Hamilton           | Australie                | Avanti IsoWhey Sports      | + 1 min 19 s             |
| 8e                       | Benjamín Prades          | Espagne                  | Ukyo                       | + 1 min 21 s             |
| 9e                       | Samad Poor Seiedi        | Iran                     | Tabriz Shahrdari           | + 1 min 21 s             |
| 10e                      | Nathan Earle             | Australie                | Drapac                     | + 1 min 26 s             |
| modifier                 |                          |                          |                            |                          |

### Classements annexes
| Classement par points | Classement par points | Classement par points | Classement par points | Classement par points |
| --------------------- | --------------------- | --------------------- | --------------------- | --------------------- |
|                       | Coureur               | Pays                  | Équipe                | Point(s)              |
| 1er                   | Marco Canola          | Italie                | UnitedHealthcare      | 39 points             |
| 2e                    | Alexander Wetterhall  | Suède                 | Tre Berg-Bianchi      | 32 pts                |
| 3e                    | William Clarke        | Australie             | Drapac                | 30 pts                |
| modifier              |                       |                       |                       |                       |

| Classement de la montagne | Classement de la montagne | Classement de la montagne | Classement de la montagne | Classement de la montagne |
| ------------------------- | ------------------------- | ------------------------- | ------------------------- | ------------------------- |
|                           | Coureur                   | Pays                      | Équipe                    | Point(s)                  |
| 1er                       | Peter Schulting           | Pays-Bas                  | Parkhotel Valkenburg      | 35 points                 |
| 2e                        | Bernard Sulzberger        | Australie                 | Drapac                    | 20 pts                    |
| 3e                        | Neil Van der Ploeg        | Australie                 | Avanti IsoWhey Sports     | 20 pts                    |
| modifier                  |                           |                           |                           |                           |

| Classement du meilleur jeune | Classement du meilleur jeune | Classement du meilleur jeune | Classement du meilleur jeune | Classement du meilleur jeune |
|                              | Coureur                      | Pays                         | Équipe                       | Temps                        |
| ---------------------------- | ---------------------------- | ---------------------------- | ---------------------------- | ---------------------------- |
| 1er                          | Ben O'Connor                 | Australie                    | Avanti IsoWhey Sports        | en 15 h 16 min 39 s          |
| 2e                           | Chris Hamilton               | Australie                    | Avanti IsoWhey Sports        | + 42 s                       |
| 3e                           | Lucas Eriksson               | Suède                        | Tre Berg-Bianchi             | + 2 min 20 s                 |
| modifier                     |                              |                              |                              |                              |

| Classement du meilleur coureur Asiatique | Classement du meilleur coureur Asiatique | Classement du meilleur coureur Asiatique | Classement du meilleur coureur Asiatique | Classement du meilleur coureur Asiatique |
|                                          | Coureur                                  | Pays                                     | Équipe                                   | Temps                                    |
| ---------------------------------------- | ---------------------------------------- | ---------------------------------------- | ---------------------------------------- | ---------------------------------------- |
| 1er                                      | Amir Kolahdozhagh                        | Iran                                     | Pishgaman Giant                          | en 15 h 17 min 14 s                      |
| 2e                                       | Samad Poor Seiedi                        | Iran                                     | Tabriz Shahrdari                         | + 9 s                                    |
| 3e                                       | Arvin Moazemi                            | Iran                                     | Pishgaman Giant                          | + 19 s                                   |
| modifier                                 |                                          |                                          |                                          |                                          |

| \| Classement par équipes[1] \| Classement par équipes[1] \| Classement par équipes[1] \| Classement par équipes[1] \| \| \| Équipe \| Pays \| Temps \| \| ------------------------- \| ------------------------- \| ------------------------- \| ------------------------- \| \| 1re \| Avanti IsoWhey Sports \| Australie \| en 45 h 50 min 7 s \| \| 2e \| Pishgaman Giant \| Iran \| + 2 min 37 s \| \| 3e \| Tabriz Shahrdari \| Iran \| + 5 min 36 s \| \| modifier \| \| \| \| |                       |           |                    |
| Classement par équipes |                       |           |                    |
| | Équipe                | Pays      | Temps              |
| 1re | Avanti IsoWhey Sports | Australie | en 45 h 50 min 7 s |
| 2e | Pishgaman Giant       | Iran      | + 2 min 37 s       |
| 3e | Tabriz Shahrdari      | Iran      | + 5 min 36 s       |
| modifier |                       |           |                    |

### UCI Asia Tour
Ce Tour de Taïwan attribue des points pour l'UCI Asia Tour 2016, y compris aux coureurs faisant partie d'une équipe ayant un label WorldTeam. De plus la course donne le même nombre de points individuellement à tous les coureurs pour le Classement mondial UCI 2016.
| Position           | 1er | 2e | 3e | 4e | 5e | 6e | 7e | 8e | 9e | 10e | 11e | 12e | 13e à 15e | 16e à 25e |
| Classement général | 125 | 85 | 70 | 60 | 50 | 40 | 35 | 30 | 25 | 20  | 15  | 10  | 5         | 3         |
| Par étape          | 14  | 5  | 3  |    |    |    |    |    |    |     |     |     |           |           |
| Leader, par étape  | 3   |    |    |    |    |    |    |    |    |     |     |     |           |           |

| Cycliste           | Équipe                     | Général | Étape | Leader | Total |
| ------------------ | -------------------------- | ------- | ----- | ------ | ----- |
| Robbie Hucker      | Avanti IsoWhey Sports      | 125     | 14    | -      | 139   |
| Francisco Mancebo  | Skydive Dubai-Al Ahli Club | 85      | 5     | -      | 90    |
| Ben O'Connor       | Avanti IsoWhey Sports      | 70      | -     | 6      | 76    |
| Peter Schulting    | Parkhotel Valkenburg       | 60      | 14    | -      | 74    |
| Amir Kolahdozhagh  | Pishgaman Giant            | 50      | 3     | -      | 53    |
| Alexander Ray      | Illuminate                 | 40      | 3     | -      | 43    |
| Chris Hamilton     | Avanti IsoWhey Sports      | 35      | -     | -      | 35    |
| Benjamín Prades    | Ukyo                       | 30      | -     | -      | 30    |
| William Clarke     | Drapac                     | -       | 28    | -      | 28    |
| Samad Poor Seiedi  | Tabriz Shahrdari           | 25      | -     | -      | 25    |
| Nathan Earle       | Drapac                     | 20      | -     | -      | 20    |
| Stepan Astafyev    | Vino 4-ever SKO            | -       | 14    | 3      | 17    |
| Arvin Moazemi      | Pishgaman Giant            | 15      | -     | -      | 15    |
| Edwin Ávila        | Illuminate                 | 5       | 5     | -      | 10    |
| Sebastian Baldauf  | Hrinkow Advarics Cycleang  | 10      | -     | -      | 10    |
| Carlos Alzate      | UnitedHealthcare           | -       | 5     | 3      | 8     |
| Marco Canola       | UnitedHealthcare           | 3       | 5     | -      | 8     |
| Marco Zanotti      | Parkhotel Valkenburg       | 3       | 3     | -      | 6     |
| Zhandos Bizhigitov | Vino 4-ever SKO            | 5       | -     | -      | 5     |
| Anthony Giacoppo   | Avanti IsoWhey Sports      | -       | 5     | -      | 5     |
| Nariyuki Masuda    | Utsunomiya Blitzen         | 5       | -     | -      | 5     |
| Francisco Colorado | RTS-Santic Racing          | 3       | -     | -      | 3     |
| Michiel Dieleman   | Cibel-Cebon                | 3       | -     | -      | 3     |
| Rahim Ememi        | Pishgaman Giant            | 3       | -     | -      | 3     |
| Lucas Eriksson     | Tre Berg-Bianchi           | 3       | -     | -      | 3     |
| Marcus Fåglum      | Tre Berg-Bianchi           | 3       | -     | -      | 3     |
| Salvador Guardiola | Cibel-Cebon                | 3       | -     | -      | 3     |
| Ahad Kazemi        | Tabriz Shahrdari           | 3       | -     | -      | 3     |
| Jason Lowndes      | Drapac                     | -       | 3     | -      | 3     |
| Ivan Santaromita   | Skydive Dubai-Al Ahli Club | 3       | -     | -      | 3     |
| Neil Van der Ploeg | Avanti IsoWhey Sports      | -       | 3     | -      | 3     |

## Évolution des classements
| Étape              | Vainqueur          | Classement général | Classement par points | Classement de la montagne | Classement du meilleur jeune | Classement du meilleur Asiatique | Classement par équipes |
| ------------------ | ------------------ | ------------------ | --------------------- | ------------------------- | ---------------------------- | -------------------------------- | ---------------------- |
| 1                  | William Clarke     | Carlos Alzate      | Carlos Alzate         | Non décerné               | Ben O'Connor                 | Yūma Koishi                      | Illuminate             |
| 2                  | Stepan Astafyev    | Stepan Astafyev    | Stepan Astafyev       | Stepan Astafyev           | Stepan Astafyev              | Stepan Astafyev                  | Vino 4-ever SKO        |
| 3                  | Peter Schulting    | Ben O'Connor       | Carlos Alzate         | Peter Schulting           | Ben O'Connor                 | Yūma Koishi                      | Illuminate             |
| 4                  | William Clarke     | Ben O'Connor       | Marco Canola          | Peter Schulting           | Ben O'Connor                 | Yūma Koishi                      | Illuminate             |
| 5                  | Robbie Hucker      | Robbie Hucker      | Marco Canola          | Peter Schulting           | Ben O'Connor                 | Amir Kolahdozhagh                | Avanti IsoWhey Sports  |
| Classements finals | Classements finals | Robbie Hucker      | Marco Canola          | Peter Schulting           | Ben O'Connor                 | Amir Kolahdozhagh                | Avanti IsoWhey Sports  |

## Liste des participants
- Liste de départ complète

| Légende                                    | Légende                                                                                                  | Légende                                | Légende                                                                                                  |
| ------------------------------------------ | --- | -------------------------------------- | --- |
| Num                                        | Dossard de départ porté par le coureur sur ce Tour de Taïwan                                             | Pos                                    | Position finale au classement général                                                                    |
| Leader du classement général               | Indique le vainqueur du classement général                                                               | Leader du classement par points        | Indique le vainqueur du classement par points                                                            |
| Leader du classement de la montagne        | Indique le vainqueur du classement de la montagne                                                        | Leader du classement du meilleur jeune | Indique le vainqueur du classement du meilleur jeune                                                     |
| Leader du classement du meilleur Asiatique | Indique le vainqueur du classement du meilleur Asiatique                                                 |                                        | Indique un maillot de champion national ou mondial, suivi de sa spécialité                               |
| #                                          | Indique la meilleure équipe                                                                              | NP                                     | Indique un coureur qui n'a pas pris le départ d'une étape, suivi du numéro de l'étape où il s'est retiré |
| AB                                         | Indique un coureur qui n'a pas terminé une étape, suivi du numéro de l'étape où il s'est retiré          | HD                                     | Indique un coureur qui a terminé une étape hors des délais, suivi du numéro de l'étape                   |
| *                                          | Indique un coureur en lice pour le classement du meilleur jeune (coureurs nés après le 1er janvier 1994) |                                        | |

| Pishgaman Giant PKY                       | Pishgaman Giant PKY       | Pishgaman Giant PKY |
| ----------------------------------------- | ------------------------- | ------------------- |
| Num                                       | Coureur                   | Pos                 |
| 1                                         | Reza Hosseini (IRI)       | 63e                 |
| 2                                         | Hamed Pasebankhajeh (IRI) | AB-5                |
| 3                                         | Rahim Ememi (IRI)         | 16e                 |
| 4                                         | Arvin Moazemi (IRI)       | 11e                 |
| 5                                         | Amir Kolahdozhagh (IRI)   | 5e                  |
| Directeur sportif : Seyed Mostafa Sajjadi |                           |                     |

| Tabriz Shahrdari TST                   | Tabriz Shahrdari TST    | Tabriz Shahrdari TST |
| -------------------------------------- | ----------------------- | -------------------- |
| Num                                    | Coureur                 | Pos                  |
| 11                                     | Samad Poor Seiedi (IRI) | 9e                   |
| 12                                     | Ghader Mizbani (IRI)    | 37e                  |
| 13                                     | Mahdi Sohrabi (IRI)     | AB-4                 |
| 14                                     | Ahad Kazemi (IRI)       | 25e                  |
| 15                                     | Saeid Safarzadeh (IRI)  | 36e                  |
| Directeur sportif : Mir Masoum Sohrabi |                         |                      |

| Vino 4-ever SKO V4E                 | Vino 4-ever SKO V4E          | Vino 4-ever SKO V4E |
| ----------------------------------- | ---------------------------- | ------------------- |
| Num                                 | Coureur                      | Pos                 |
| 21                                  | Aleksandr Chouchemoïne (KAZ) | AB-4                |
| 22                                  | Zhandos Bizhigitov (KAZ)     | 13e                 |
| 23                                  | Stepan Astafyev (KAZ)*       | 39e                 |
| 24                                  | Yevgeniy Gidich (KAZ)*       | 57e                 |
| 25                                  | Oleg Zemlyakov (KAZ) (Route) | 35e                 |
| Directeur sportif : Sergey Danniker |                              |                     |

| Avanti IsoWhey Sports # AIW                  | Avanti IsoWhey Sports # AIW | Avanti IsoWhey Sports # AIW |
| -------------------------------------------- | --------------------------- | --------------------------- |
| Num                                          | Coureur                     | Pos                         |
| 31                                           | Neil Van der Ploeg (AUS)    | 59e                         |
| 32                                           | Chris Hamilton (AUS)*       | 7e                          |
| 33                                           | Robbie Hucker (AUS)         | 1er                         |
| 34                                           | Anthony Giacoppo (AUS)      | 48e                         |
| 35                                           | Ben O'Connor (AUS)*         | 3e                          |
| Directeur sportif : Andrew Christie-Johnston |                             |                             |

| Drapac DPC                             | Drapac DPC               | Drapac DPC |
| -------------------------------------- | ------------------------ | ---------- |
| Num                                    | Coureur                  | Pos        |
| 41                                     | William Clarke (AUS)     | 30e        |
| 42                                     | Nathan Earle (AUS)       | 10e        |
| 43                                     | Jason Lowndes (AUS)*     | 70e        |
| 44                                     | Travis Meyer (AUS)       | 65e        |
| 45                                     | Bernard Sulzberger (AUS) | 51e        |
| Directeur sportif : Agostino Giramondo |                          |            |

| UnitedHealthcare UHC               | UnitedHealthcare UHC    | UnitedHealthcare UHC |
| ---------------------------------- | ----------------------- | -------------------- |
| Num                                | Coureur                 | Pos                  |
| 51                                 | Carlos Alzate (COL)     | AB-4                 |
| 52                                 | Marco Canola (ITA)      | 18e                  |
| 53                                 | Daniel Eaton (USA)      | 45e                  |
| 54                                 | Adrian Hegyvary (USA)   | 80e                  |
| 55                                 | Daniel Summerhill (USA) | 49e                  |
| Directeur sportif : Hendrik Redant |                         |                      |

| -                     | -       | -   |
| --------------------- | ------- | --- |
| Num                   | Coureur | Pos |
| 61                    |         |     |
| 62                    |         |     |
| 63                    |         |     |
| 64                    |         |     |
| 65                    |         |     |
| Directeur sportif : - |         |     |

| Nippo-Vini Fantini NIP                 | Nippo-Vini Fantini NIP   | Nippo-Vini Fantini NIP |
| -------------------------------------- | ------------------------ | ---------------------- |
| Num                                    | Coureur                  | Pos                    |
| 71                                     | Gianfranco Zilioli (ITA) | 43e                    |
| 72                                     | Genki Yamamoto (JPN)     | 81e                    |
| 73                                     | Manabu Ishibashi (JPN)   | AB-4                   |
| 74                                     | Yūma Koishi (JPN)        | 29e                    |
| 75                                     | Nicolas Marini (ITA)     | AB-2                   |
| Directeur sportif : Shinichi Fukushima |                          |                        |

| Parkhotel Valkenburg PVC       | Parkhotel Valkenburg PVC  | Parkhotel Valkenburg PVC |
| ------------------------------ | ------------------------- | ------------------------ |
| Num                            | Coureur                   | Pos                      |
| 81                             | Jim van den Berg (NED)    | 47e                      |
| 82                             | Jochem Hoekstra (NED)     | 40e                      |
| 83                             | Peter Schulting (NED)     | 4e                       |
| 84                             | Marco Zanotti (ITA)       | 17e                      |
| 85                             | Thijs van Beusichem (NED) | 60e                      |
| Directeur sportif : Paul Tabak |                           |                          |

| JLT Condor JLT                       | JLT Condor JLT            | JLT Condor JLT |
| ------------------------------------ | ------------------------- | -------------- |
| Num                                  | Coureur                   | Pos            |
| 91                                   | Russell Downing (GBR)     | 46e            |
| 92                                   | Steven Lampier (GBR)      | 26e            |
| 93                                   | Conor Dunne (IRL)         | 27e            |
| 94                                   | Luke Grivell-Mellor (GBR) | 69e            |
| 95                                   | Stephen Williams (GBR)*   | 34e            |
| Directeur sportif : Timothy Kennaugh |                           |                |

| Hrinkow Advarics Cycleang HAC    | Hrinkow Advarics Cycleang HAC | Hrinkow Advarics Cycleang HAC |
| -------------------------------- | ----------------------------- | ----------------------------- |
| Num                              | Coureur                       | Pos                           |
| 101                              | Dominik Hrinkow (AUT)         | 61e                           |
| 102                              | Andreas Hofer (AUT)           | 58e                           |
| 103                              | Sebastian Baldauf (GER)       | 12e                           |
| 104                              | Josef Benetseder (AUT)        | 50e                           |
| 105                              | Florian Gaugl (AUT)           | 62e                           |
| Directeur sportif : Adam Homolka |                               |                               |

| Cibel-Cebon CIB                         | Cibel-Cebon CIB             | Cibel-Cebon CIB |
| --------------------------------------- | --------------------------- | --------------- |
| Num                                     | Coureur                     | Pos             |
| 111                                     | Benjamin Verraes (BEL)      | 77e             |
| 112                                     | Jori Van Steenberghen (BEL) | 54e             |
| 113                                     | Michiel Dieleman (BEL)      | 19e             |
| 114                                     | Lawrence Naesen (BEL)       | 38e             |
| 115                                     | Kevin De Jonghe (BEL)       | 28e             |
| Directeur sportif : Gaspard Van Petegem |                             |                 |

| Ukyo UKO                              | Ukyo UKO                 | Ukyo UKO |
| ------------------------------------- | ------------------------ | -------- |
| Num                                   | Coureur                  | Pos      |
| 121                                   | Kota Sumiyoshi (JPN)     | 75e      |
| 122                                   | Eiichi Hirai (JPN)       | 31e      |
| 123                                   | Salvador Guardiola (ESP) | 20e      |
| 124                                   | Óscar Pujol (ESP)        | 66e      |
| 125                                   | Benjamín Prades (ESP)    | 8e       |
| Directeur sportif : Tadahiko Kuwabara |                          |          |

| Utsunomiya Blitzen BLZ             | Utsunomiya Blitzen BLZ | Utsunomiya Blitzen BLZ |
| ---------------------------------- | ---------------------- | ---------------------- |
| Num                                | Coureur                | Pos                    |
| 131                                | Nariyuki Masuda (JPN)  | 15e                    |
| 132                                | Yuzuru Suzuki (JPN)    | 33e                    |
| 133                                | Takayuki Abe (JPN)     | 86e                    |
| 134                                | Jin Okubo (JPN)        | 82e                    |
| 135                                | Takaaki Hori (JPN)     | 79e                    |
| Directeur sportif : Yusuke Shimizu |                        |                        |

| Giant-Champion System MSS    | Giant-Champion System MSS | Giant-Champion System MSS |
| ---------------------------- | ------------------------- | ------------------------- |
| Num                          | Coureur                   | Pos                       |
| 141                          | Zhang Wenlong (CHN)       | 83e                       |
| 142                          | Sun Xiaolong (CHN)*       | 76e                       |
| 143                          | Bi Wenhui (CHN)           | 53e                       |
| 144                          | Bai Lijun (CHN)           | 67e                       |
| 145                          | Xue Fuwen (CHN)*          | AB-2                      |
| Directeur sportif : Wei Shen |                           |                           |

| Tre Berg-Bianchi TTB                | Tre Berg-Bianchi TTB       | Tre Berg-Bianchi TTB |
| ----------------------------------- | -------------------------- | -------------------- |
| Num                                 | Coureur                    | Pos                  |
| 151                                 | Alexander Wetterhall (SWE) | 42e                  |
| 152                                 | Lucas Eriksson (SWE)*      | 22e                  |
| 153                                 | Kim Magnusson (SWE)        | 44e                  |
| 154                                 | Marcus Fåglum (SWE)*       | 24e                  |
| 155                                 |                            |                      |
| Directeur sportif : Thomas Lövkvist |                            |                      |

| Skydive Dubai-Al Ahli Club SKD | Skydive Dubai-Al Ahli Club SKD | Skydive Dubai-Al Ahli Club SKD |
| ------------------------------ | ------------------------------ | ------------------------------ |
| Num                            | Coureur                        | Pos                            |
| 161                            | Francisco Mancebo (ESP)        | 2e                             |
| 162                            | Andrea Palini (ITA)            | 64e                            |
| 163                            | Ivan Santaromita (ITA)         | 23e                            |
| 164                            | Maher Hasnaoui (TUN)           | 68e                            |
| 165                            | Tarek Obaid Murad (UAE)        | HD-2                           |
| Directeur sportif : ?          |                                |                                |

| Illuminate ILU                          | Illuminate ILU            | Illuminate ILU |
| --------------------------------------- | ------------------------- | -------------- |
| Num                                     | Coureur                   | Pos            |
| 171                                     | Flavio de Luna (MEX)      | 32e            |
| 172                                     | Edwin Ávila (COL) (Route) | 14e            |
| 173                                     | Scott Sunderland (AUS)    | AB-5           |
| 174                                     | Alexander Ray (NZL)       | 6e             |
| 175                                     | Griffin Easter (USA)      | 52e            |
| Directeur sportif : Christopher Johnson |                           |                |

| RTS-Santic Racing RTS            | RTS-Santic Racing RTS    | RTS-Santic Racing RTS |
| -------------------------------- | ------------------------ | --------------------- |
| Num                              | Coureur                  | Pos                   |
| 181                              | Hossein Alizadeh (IRI)   | 84e                   |
| 182                              | Khalil Khorshid (IRI)    | 41e                   |
| 183                              | Francisco Colorado (COL) | 21e                   |
| 184                              | Chuang Wen-yen (TPE)*    | 85e                   |
| 185                              | Yu Chien-hsien (TPE)*    | 73e                   |
| Directeur sportif : Wen Chin Lin |                          |                       |

| Équipe nationale de Taipei chinois TPE | Équipe nationale de Taipei chinois TPE | Équipe nationale de Taipei chinois TPE |
| -------------------------------------- | -------------------------------------- | -------------------------------------- |
| Num                                    | Coureur                                | Pos                                    |
| 191                                    | Wu Po-hung (TPE)                       | AB-4                                   |
| 192                                    | Lu Shao-hsuan (TPE)*                   | 78e                                    |
| 193                                    | Liu Shu-ming (TPE)                     | 72e                                    |
| 194                                    | Huang Wen-chung (TPE)                  | 71e                                    |
| 195                                    | Tseng Yi-hao (TPE)                     | AB-5                                   |
| Directeur sportif : Chin Ying Cheng    |                                        |                                        |

| Équipe nationale de Hong Kong HKG | Équipe nationale de Hong Kong HKG | Équipe nationale de Hong Kong HKG |
| --------------------------------- | --------------------------------- | --------------------------------- |
| Num                               | Coureur                           | Pos                               |
| 201                               | Leung Ka Yu (HKG)*                | AB-5                              |
| 202                               | Ho Burr (HKG)                     | 55e                               |
| 203                               | Fung Ka Hoo (HKG)*                | 56e                               |
| 204                               | Maximilian Gil Mitchelmore (HKG)* | HD-2                              |
| 205                               | Ko Siu Wai (HKG)                  | 74e                               |
| Directeur sportif : Wong Kam Po   |                                   |                                   |